# Reichenbachia sagax
Reichenbachia sagax är en skalbaggsart som först beskrevs av Leconte 1880.  Reichenbachia sagax ingår i släktet Reichenbachia och familjen kortvingar. Inga underarter finns listade i Catalogue of Life.